# 라사로 레이노소
라사로 레이노소 마르티네스(스페인어: Lázaro Reinoso Martínez, 1969년 12월 9일~)는 쿠바의 레슬링 선수, 지도자이다. 1992년 하계 올림픽 자유형 페더급 부문에서 동메달을 획득했으며 1993년 세계 레슬링 선수권 대회에서 은메달을 획득했다.

## 경력
1969년 피나르델리오주 콘솔라시온델수르에서 태어났으며 5살 때 레슬링을 시작했다. 1986년 쿠바 주니어 국가대표로 발탁되었으며 1987년 8월 캐나다 버너비에서 열린 세계 주니어 선수권 대회에서 57kg급 금메달을 획득했다.
1989년 쿠바 성인 대표팀에 발탁되었으며 같은 해 6월 독일 본에서 열린 그랑프리 대회에서 6위에 올랐다. 1991년 8월에는 쿠바 아바나에서 열린 1991년 팬아메리칸 게임에 참가하여 동메달을 획득했다.
1992년 8월 스페인 바르셀로나에서 열린 1992년 하계 올림픽에 쿠바 국가대표로 참가했고 동메달 결정전에서 불가리아의 로센 바실리에프를 꺾으며 동메달을 획득했다. 이듬해인 1993년 8월에는 캐나다 토론토에서 열린 1993년 세계 선수권 대회에 참가했으며 미국의 톰 브랜즈의 뒤를 이어 은메달을 획득했다.
1994년 5월 미국 티넥에서 열리는 US오픈 국제 대회 참가를 위해 미국에 입국했으며 마이애미 국제공항에 도착하자 대표팀을 이탈하여 망명했다. 이후 미국에 거주하면서 카슨뉴먼 대학교 소속 대학 레슬링 선수로 활동했다. 이후 오클라호마 주립 대학교 레슬링팀 감독을 맡는 등 레슬링 지도자로 활동하고 있다.